# Ronde van Frankrijk 2024/Achtste etappe
De achtste etappe van de Ronde van Frankrijk 2024 was een heuvelrit met een lengte van 183,4 kilometer. De etappe werd verreden op 6 juli met start in Semur-en-Auxois en eindigde in Colombey-les-Deux-Eglises.

## Parcours
De 8e rit is met een hoogteverschil van boven de 2.300 meter een stevige heuvelrit waar velen zich kansen gaven.. Tientallen klimmetjes lagen op de route door de wijnstreek van de Côte-d’Or.
Na de Côte de Vitteaux (2 km à 7,3%), Côte de Villy-en-Auxois (2,4 km à 5,5%) en Côte de Verrey-sous-Salmaise (2,9 km à 6,0%) in het eerste gedeelte volgde er een glooiend gedeelte. Vervolgens reden de renners via de Côte de Santenoge (1,1 km à 8,8%), Côte de Bay-sur-Aube (2,7 km à 4,7%) en Côte de Giey-sur-Aujon (1,2 km à 8,4%) naar de finale. Op minder dan 20 kilometer van de streep gingen de renners klimmend tegen 5,1% naar Sexfontaines. De slotfase steeg met 3% naar de eindstreep.

## Verloop
Terwijl de Deen Mads Pedersen niet meer van start ging, was het bolletjestruidrager Jonas Abrahamsen die de aanval koos, samen met de ploegmaats bij EF Education-EasyPost Stefan Bissegger en Neilson Powless. Beide renners werden op de eerste helling wel vroeg gelost.
Op 15 kilometer van de meet was ook Abrahamsen eraan voor de moeite, waardoor er een massaspurt niet meer te vermijden was. Daarin behaalde groene truidrager Biniam Girmay zijn tweede ritzege. Hij versloeg Jasper Philipsen en Arnaud De Lie.
| Semur-en-Auxois – Colombey-les-Deux-Eglises (183,4 km) |                     |                       |          |
| Plaats                                                 | Naam                | Ploeg                 | Tijd     |
| 1                                                      | Biniam Girmay       | Intermarché-Wanty     | 4u04'50" |
| 2                                                      | Jasper Philipsen    | Alpecin-Deceuninck    | z.t.     |
| 3                                                      | Arnaud De Lie       | Lotto Dstny           | z.t.     |
| 4                                                      | Pascal Ackermann    | Israel-Premier Tech   | z.t.     |
| 5                                                      | Marijn van den Berg | EF Education-EasyPost | z.t.     |
| 6                                                      | Ryan Gibbons        | Lidl-Trek             | z.t.     |
| 7                                                      | Anthony Turgis      | TotalEnergies         | z.t.     |
| 8                                                      | Fred Wright         | Bahrain-Victorious    | z.t.     |
| 9                                                      | Alex Aranburu       | Movistar Team         | z.t.     |
| 10                                                     | Remco Evenepoel     | Soudal Quick-Step     | z.t.     |

 –  Jonas Abrahamsen was de strijdlustigste renner van de achtste etappe.

## Klassementen

### Algemeen klassement
| Algemeen klassement (gele trui) |                  |                         |           |
| Plaats                          | Naam             | Ploeg                   | Tijd      |
| Gele trui                       | Tadej Pogačar    | UAE Team Emirates       | 31u21'13" |
| 2                               | Remco Evenepoel  | Soudal Quick-Step       | + 33"     |
| 3                               | Jonas Vingegaard | Team Visma-Lease a Bike | + 1'15"   |
| 4                               | Primož Roglič    | BORA-hansgrohe          | + 1'36"   |
| 5                               | Juan Ayuso       | UAE Team Emirates       | + 2'16"   |
| 6                               | João Almeida     | UAE Team Emirates       | + 2'17"   |
| 7                               | Carlos Rodríguez | INEOS Grenadiers        | + 2'31"   |
| 8                               | Mikel Landa      | Soudal Quick-Step       | + 3'35"   |
| 9                               | Matteo Jorgenson | Team Visma-Lease a Bike | + 4'03"   |
| 10                              | Aleksandr Vlasov | BORA-hansgrohe          | +4'36"    |

### Puntenklassement
| Puntenklassement (groene trui) |                  |                    |        |
| Plaats                         | Naam             | Ploeg              | Punten |
| Groene trui                    | Biniam Girmay    | Intermarché-Wanty  | 216    |
| 2                              | Jasper Philipsen | Alpecin-Deceuninck | 128    |
| 3                              | Jonas Abrahamsen | Uno-X Mobility     | 107    |
| 4                              | Arnaud De Lie    | Lotto Dstny        | 92     |
| 5                              | Bryan Coquard    | Cofidis            | 86     |

### Bergklassement
| Bergklassement (bolletjestrui) |                  |                         |        |
| Plaats                         | Naam             | Ploeg                   | Punten |
| Bolletjestrui                  | Jonas Abrahamsen | Uno-X Mobility          | 33     |
| 2                              | Tadej Pogačar    | UAE Team Emirates       | 20     |
| 3                              | Valentin Madouas | Groupama-FDJ            | 16     |
| 4                              | Jonas Vingegaard | Team Visma-Lease a Bike | 15     |
| 5                              | Remco Evenepoel  | Soudal Quick-Step       | 12     |

### Jongerenklassement
| Jongerenklassement (witte trui) |                   |                         |           |
| Plaats                          | Naam              | Ploeg                   | Tijd      |
| Witte trui                      | Remco Evenepoel   | Soudal Quick-Step       | 31u21'46" |
| 2                               | Juan Ayuso        | UAE Team Emirates       | + 1'43"   |
| 3                               | Carlos Rodríguez  | INEOS Grenadiers        | +1'58"    |
| 4                               | Matteo Jorgenson  | Team Visma-Lease a Bike | +3'30"    |
| 5                               | Santiago Buitrago | Bahrain Victorious      | +5'20"    |

### Ploegenklassement
| Ploegenklassement |                    |           |
| Plaats            | Ploeg              | Tijd      |
|                   | UAE Team Emirates  | 94u08'34" |
| 2                 | Soudal Quick-Step  | +6'04"    |
| 3                 | BORA-hansgrohe     | +7'41"    |
| 4                 | INEOS Grenadiers   | +8'31"    |
| 5                 | Bahrain Victorious | +14'33"   |

## Uitvaller
- Mads Pedersen (Lidl-Trek): Niet meer gestart na kwetsuren na val in de 5e rit.

1e etappe ·
2e etappe ·
3e etappe ·
4e etappe ·
5e etappe ·
6e etappe ·
7e etappe ·
8e etappe ·
9e etappe ·
10e etappe ·
11e etappe ·
12e etappe ·
13e etappe ·
14e etappe ·
15e etappe ·
16e etappe ·
17e etappe ·
18e etappe ·
19e etappe ·
20e etappe ·
21e etappe
Startlijst · Eindstanden · Afbeeldingen